# Sandro Floris
Sandro Floris (* 12. Juni 1965 in Cagliari) ist ein ehemaliger italienischer Leichtathlet, der sich auf den 200-Meter-Lauf spezialisiert hatte.

## Karriere
Seinen ersten Einsatz bei Olympischen Spielen hatte der 1,78 m große und 73 kg schwere Sprinter von der G.S. Fiamma Azzure Roma 1988 in Seoul. Dort belegte er mit der italienischen 4-mal-100-Meter-Staffel im Finale den fünften Rang. Im folgenden Jahr erreichte er über 200 m bei den Leichtathletik-Halleneuropameisterschaften in Den Haag den fünften und bei den Leichtathletik-Hallenweltmeisterschaften in Budapest den vierten Platz. Außerdem wurde er 1989 über dieselbe Distanz italienischer Meister.
1990 gewann Floris bei den Leichtathletik-Halleneuropameisterschaften in Glasgow mit einer Zeit von 21,01 s die Goldmedaille im 200-Meter-Lauf. Gut sechs Monate später startete er im Freien bei den Leichtathletik-Europameisterschaften in Split. Die italienische 4-mal-100-Meter-Staffel gewann dort in der Aufstellung Mario Longo, Ezio Madonia, 
Sandro Floris und Stefano Tilli mit einer Zeit von 38,39 s die Bronzemedaille hinter den Mannschaften aus Frankreich (37,79 s, damaliger Weltrekord) und Großbritannien (37,98 s). Im 200-Meter-Lauf belegte Floris in Split den achten Rang. 1991 erreichte er bei den Leichtathletik-Weltmeisterschaften in Tokio mit der Staffel Platz fünf und errang bei den Mittelmeerspielen in Athen die Bronzemedaille über 200 m.
1994 wurde Floris italienischer Meister im 100-Meter-Lauf. Im selben Jahr gewann er bei den Leichtathletik-Europameisterschaften in Helsinki erneut die Bronzemedaille mit der Staffel. Die Italiener erreichten das Ziel in der Aufstellung Ezio Madonia, Domenico Nettis, Giorgio Marras und Sandro Floris mit einer Zeit von 38,99 s hinter Frankreich (38,57 s) und der Ukraine (38,98 s).
Seinen bedeutendsten Erfolg in der 4-mal-100-Meter-Staffel feierte Floris bei den Leichtathletik-Weltmeisterschaften 1995 in Göteborg. In der Aufstellung Giovanni Puggioni, Ezio Madonia, Angelo Cipolloni und Sandro Floris belegte die italienische Mannschaft mit einer Zeit von 39,07 s den dritten Rang hinter den Staffeln Kanadas (38,31 s) und Australiens (38,50 s). Bei den Olympischen Spielen 1996 in Atlanta dagegen schied Floris sowohl mit der Staffel als auch im 200-Meter-Lauf bereits in der Vorrunde aus. Sein letzter internationaler Erfolg war der Gewinn der Goldmedaille mit der Staffel bei den Mittelmeerspielen 1997 in Bari. Bei den Leichtathletik-Europameisterschaften 1998 in Budapest erreichte er mit der Staffel nur Platz acht.

## Bestleistungen
- 100 m: 10,36 s, 8. Juli 1994, Nuoro
- 200 m: 20,68 s, 5. Juni 1996, Rom